# Otto Diedrich von Bülow

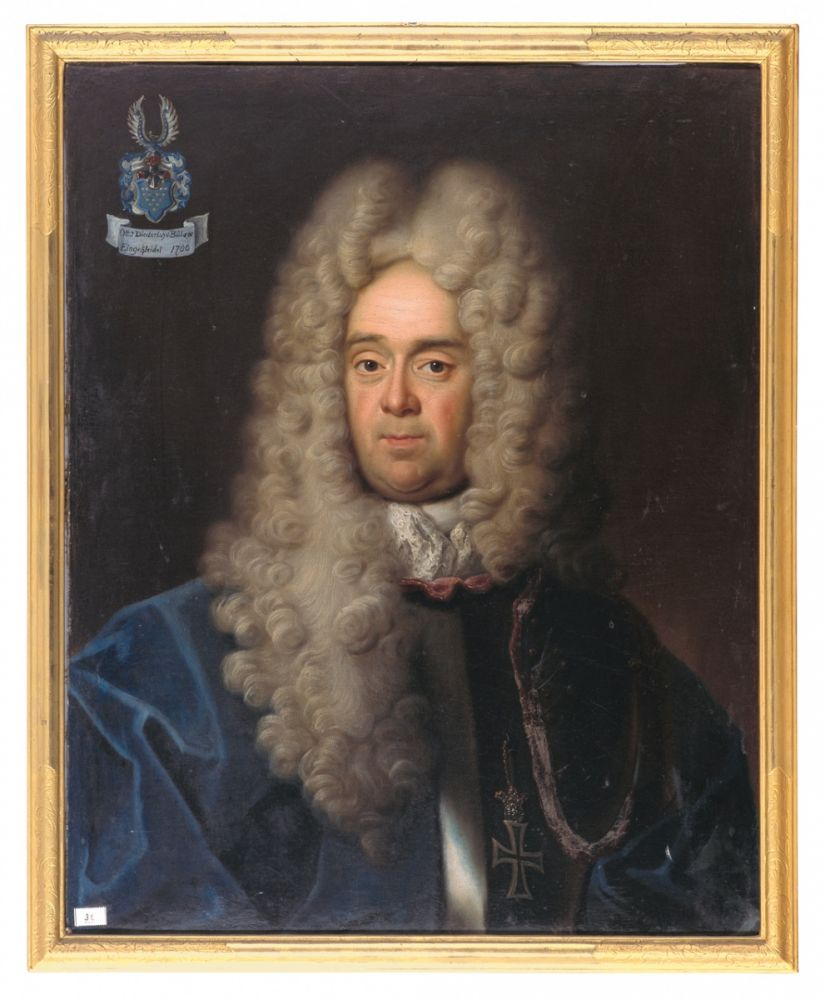
Otto Diedrich von Bülow (1655–1732)

Otto Diedrich von Bülow (* 22. Februar 1655; † 1732) war Landkomtur des Deutschen Ordens in Sachsen in Lucklum.

## Leben
Seine Eltern waren der dänische Generalmajor Jakob von Bülow (1625–1681) und dessen erste Ehefrau Dorothea Magaretha von Wittorf.
Nach dem Tod seines Vaters erbte er das Gut Wehningen, das ihm 1682 von Herzog Julius Franz von Sachsen-Lauenburg bestätigt wurde. Er studierte zunächst in Helmstedt und machte dann seine Grand Tour durch Holland, England, Frankreich und Italien. Nach seiner Rückkehr ernannte ihn Herzog Christian Albrecht von Holstein-Gottorf zu seinem Kammerherren. 1684 wurde er Hofmeister des Prinzen Friedrich, den er von 1685 bis 1687 auf dessen Tour durch die Niederlande und Schweden begleitete. Im Jahr 1690 wurde er in den Deutschen Orden aufgenommen und reiste dann mit dem Prinzen nach Italien. Danach ernannte man ihm zum Geheimrat, nach dem Tod des Herzogs wurde er Oberhofmeister der Herzoginwitwe Friederike Amalie. Er vermittelte auch die Hochzeit des Prinzen mit der Tochter des schwedischen Königs Karl XI.
Am 3. Mai 1693 wurde er zum Koadjunktor des Landkomturs Friedrich Maximilian vom Stain (1636–1703) gewählt. Am 20. April 1694 wurde die Wahl vom Hochmeister des Ordens Franz Ludwig Pfalzgrafen am Rhein bestätigt. Nach dem Tod des Komturs Stains im Jahr 1703 wurde er Komtur der Ballei Ober- und Niedersachsen zu Lucklum. Durch geschickten Landkauf konnte er die Güter vermehren. Zudem errichtete er bereits 1704 in Gudow ein Armenhaus, das er mit 6500 Reichstalern ausstattete. Er starb unverheiratet und von vielen betrauert 1732. Sein Grabmal befindet sich in der Ordenskirche in Lucklum.